# サマー・オブ・サム
『サマー・オブ・サム』（Summer of Sam）は1999年制作のアメリカ合衆国の映画。1977年に実際に起こったサムの息子による連続殺人事件を背景に、事件に翻弄される人々を描いたドラマ。R-15指定。

## ストーリー
1977年、ニューヨークの夏。妻ディオナと、浮気ばかりしている美容師の夫ヴィニー、更にヴィニーの友人で、ロンドンでパンク・ロックに感化されたリッチーは、「サムの息子」による連続殺人事件に巻き込まれていく。

## キャスト
※括弧内は日本語吹替
- ヴィニー - ジョン・レグイザモ（堀内賢雄）
- リッチー - エイドリアン・ブロディ（関俊彦）
- ディオナ - ミラ・ソルヴィノ（日野由利加）
- ルビー - ジェニファー・エスポジート（本田貴子）
- ジョーイ - マイケル・リスポリ（石塚運昇）
- ルー - アンソニー・ラパーリア（荒川太朗）
- ルイージ - ベン・ギャザラ（池田勝）
- マリオ - アーサー・ナスカレッラ（千田光男）
- グロリア - ビビ・ニューワース
- エディ - マイク・スター
- ヘレン - パティ・ルポーン
- ジョン・ジェフリーズ - スパイク・リー（牛山茂）
- サイモン - ジョン・サヴェージ（千田光男）
- サムの息子 - マイケル・バダルコ（柳沢栄治）
- 黒犬のハーヴェイ - ジョン・タトゥーロ（声のみ）（石塚運昇）
- ジミー・ブレスリン